# Nina Lisandrello
Nina Lisandrello (Encino, 1 de julho de 1980) é uma atriz americana, mais conhecida por seu papel como Tess Vargas na série televisiva Beauty & The Beast. Ela também estrelou como atriz convidada em Law & Order, Conviction, Nurse Jackie entre outras séries de TV e filmes.

## Biografia
Lisandrello nasceu em Encino, um distrito da cidade de Los Angeles, na Califórnia, Estados Unidos. Durante sua infância viajava constantemente por toda Europa devido à carreira de cantora de sua mãe. Aos 10 anos de idade fez um comercial de TV para a Levi's que foi dirigido por David Fincher. Esse comercial futuramente a ajudaria a se tornar um membro da SAG Foundation. Na adolescência firmou residência em Nova York onde permaneceria por muitos anos.

## Carreira
Aproximandamente 10 anos após atuar em seu primeiro comercial de TV, Lisandrello decidiu que queria se tornar atriz. Ela se graduou na Tisch School of the Arts da New York University onde cursou Produção Cinematográfica (Film Production). A primeira aparição nas telas de TV foi interpretando Serena Mallory na série de uma temporada só Conviction. Ela prosseguiu fazendo participações em outras séries de TV como Law & Order, Mercy, Nurse Jackie, e num filme feito para TV chamado Washingtonienne. Paralelamente a seu trabalho em televisão, ela também tem sido vista em alguns filmes: no independente Pre, na comédia The Best and the Brightest, e no terror The Bleeding House.
Seu grande papel veio quando foi escalada para viver Tess Vargas no remake de Beauty & The Beast da emissora The CW. Embora a série tenha recebido críticas "geralmente desfavoráveis", Lisandrello foi a única estrela do elenco a receber um feedback positivo de uma crítica de TV até o momento. Mary McNamara do Los Angeles Times disse que "o único ponto de luz é provido pela parceira de Catherine, Tess, quem, interpretada com um grande apelo de bom senso por Nina Lisandrello, claramente mereceria estar em uma série melhor." Lisandrello tem se tornado uma favorita entre fãs com sua popularidade aumentando e cruzando fronteiras. Em 21 de janeiro de 2013, no Brasil, ela venceu na categoria de Melhor Coadjuvante Feminino no Melhores de 2012 promovido pelo canal a cabo Universal Channel.

## Filmografia
| Ano  | Título                     | Papel          | Notas           |
| ---- | -------------------------- | -------------- | --------------- |
| 2006 | O Diabo Veste Prada        | Clacker        | (não creditado) |
| 2007 | Os Donos da Noite          | Bobby's Friend | (não creditado) |
| 2009 | Pre                        | Director       |                 |
| 2010 | The Best and the Brightest | Bianca         |                 |
| 2011 | The Bleeding House         | Lynne          |                 |

| Ano       | Título             | Papel                | Notas                                                                                   |
| --------- | ------------------ | -------------------- | --------------------------------------------------------------------------------------- |
| 2006      | Conviction         | Serena Mallory       | 2 episódios; "180.80" (1ª Temporada: Episódio 12) "Hostage" (1ª Temporada: Episódio 13) |
| 2009      | Washingtonienne    | Juliet               | Filme feito para TV                                                                     |
| 2009      | Law & Order        | Belinda Alvarez      | "Reality Bites" (20ª Temporada: Episódio 4)                                             |
| 2010      | Mercy              | Charmaine - Masseuse | "I Saw This Pig and I Thought of You"; (1ª Temporada: Episódio 10)                      |
| 2010      | Nurse Jackie       | Jenny                | "Bleeding" (2ª Temporada: Episódio 6)                                                   |
| 2012–2016 | Beauty & the Beast | Tess Vargas          | Elenco principal                                                                        |